# Rohizna, Liubar
Rohizna (în ucraineană Рогізна) este un sat în comuna Bîceva din raionul Liubar, regiunea Jîtomîr, Ucraina.
Localitatea face parte din regiunea istorică Volânia, iar după tratatul de pace de la Riga din 1921 a devenit parte a Uniunii Sovietice.

## Demografie
Componența lingvistică a localității Rohizna
     Ucraineană (97,54%)
     Rusă (1,76%)
     Alte limbi (0,7%)
Conform recensământului din 2001, majoritatea populației localității Rohizna era vorbitoare de ucraineană (97,54%), existând în minoritate și vorbitori de rusă (1,76%).